# Konstantin Duškevič
Konstantin Aleksandrovič Duškevič (in russo Константин Александрович Душкевич?; Krasnogorsk, 20 luglio 1981) è un ex giocatore di calcio a 5 russo.

## Carriera
Cresciuto nel settore giovanile del Dina Mosca, Duškevič ha trascorso buona parte della carriera nel campionato russo eccetto due parentesi in quello azero con Turan Air e Araz Naxçıvan. Con la Russia ha disputato la Coppa del Mondo 2008 e due edizioni del campionato europeo.

## Palmarès
- Campionato azero: 2
Turan Air: 2001-2002
Araz Naxçıvan: 2010-2011